# بانوی قاتل (فیلم ۱۹۳۷)
بانوی قاتل (فرانسوی: Gueule d'amour‎) یک فیلم در ژانر درام به کارگردانی ژان گرمییون است که در سال ۱۹۳۷ منتشر شد. از بازیگران آن می‌توان به ژان گابن و موریس باکت اشاره کرد.